# El Franch (Vic)
El Franch és una masia de Vic (Osona) protegida com a Bé Cultural d'Interès Local.

## Descripció
Edifici civil. Masia de planta rectangular coberta a quatre vessants. La façana es troba orientada a llevant i consta de planta baixa i dos pisos. A nivell del primer pis hi ha una eixida, la part de baix de la qual serveix per a magatzem. Des de l'antiga era, avui convertida en jardí, hi ha unes escales que condueixen a l'eixida. El portal d'entrada és d'arc deprimit.
Al mur de tramuntana, a nivell del primer i segon pis, s'obren unes galeries d'arc rebaixat. Al mur de ponent els angles són escairats formant contraforts.
És bastida amb pedra irregular i sense tallar.
L'estat de conservació és bo.

## Història
Antiga masia que depenia de l'antiga quadra o terme civil de Sant Joan del Galí, que civilment era autònoma però religiosament depenia de Santa Eulàlia de Riuprimer.
Al fogatge de 1553 es troba a Francesc Franch registrat a la quadra de Sant Joan de Riuprimer, fet que demostra que aquest mas no quedà despoblat després de la pesta negra. Els propietaris i habitants actuals del mas encara mantenen la cognominació malgrat es vagi a perdre d'un moment a l'altre, ja que només tenen filles.
El mas fou reformat per Francesc Franch Gatillepa, el qual es casà amb una pubilla de l'Armengol, on s'establí temporalment, tornant-se a traslladar al Franch quan aquesta es va morir.